# Clear as Day
Clear as Day è il primo album dell'artista country, vincitore della decima edizione di American Idol, Scotty McCreery. L'album ha debuttato alla prima posizione della Billboard 200, registrando 197 000 copie vendute, è il più giovane cantante country uomo a debuttare a tale posizione.
Dall'album sono stati estratti i singoli I Love You This Big e The Trouble with Girls.

## Tracce
1. Out of Summertime – 3:42 (Tim Nichols, Jonathan Singleton)
2. I Love You This Big – 4:06 (Ester Dean, Brett James, Jay Smith, Ronnie Jackson)
3. Clear as Day – 3:56 (Casey Beathard, Phil O'Donnell, Adam Wheeler)
4. The Trouble with Girls – 3:49 (Phillip White, Chris Tompkins)
5. Water Tower Town – 2:44 (Cole Swindell, Tammi Kidd, Lynn Hutton)
6. Walk in the Country – 2:59 (Keith Urban, Vernon Rust)
7. Better Than That – 3:10 (Chris DeStefano, Jess Kates, Craig Wiseman)
8. Write My Number on Your Heand – 2:59 (Thomas Rhett, Jeremy Stover; Jamie Paulin)
9. Dirty Dishes – 3:36 (Neil Thrasher, Michael Dulaney, Tony Martin)
10. You Make That Look Good – 3:01 (Rhett Akins, Lee Thomas Miller)
11. Back on the Ground – 3:19 (Thrasher, Beathard, Martin)
12. The Old King James – 3:29 (White, Mark Nesler)

Durata totale: 40:50

## Classifiche
| Paese                 | Posizione massima |
| --------------------- | ----------------- |
| Canada                | 4                 |
| Nuova Zelanda         | 32                |
| Stati Uniti           | 1                 |
| Stati Uniti (country) | 1                 |

### Classifiche di fine anno
| Classifica di fine anno (2011) | Posizione |
| ------------------------------ | --------- |
| Stati Uniti                    | 57        |
| Classifica di fine anno (2012) | Posizione |
| Stati Uniti                    | 32        |